# Augustynka
Augustynka [auɡusˈtɨŋka] est un village polonais de la gmina de Nurzec-Stacja dans le powiat de Siemiatycze et dans la voïvodie de Podlachie. Il se situe à environ 5 kilomètres à l'est de Nurzec-Stacja, à 20 kilomètres à l'est de Siemiatycze et à 74 kilomètres au sud de Białystok. 